# Sint-Gertrudiskerk (Vlassenbroek)

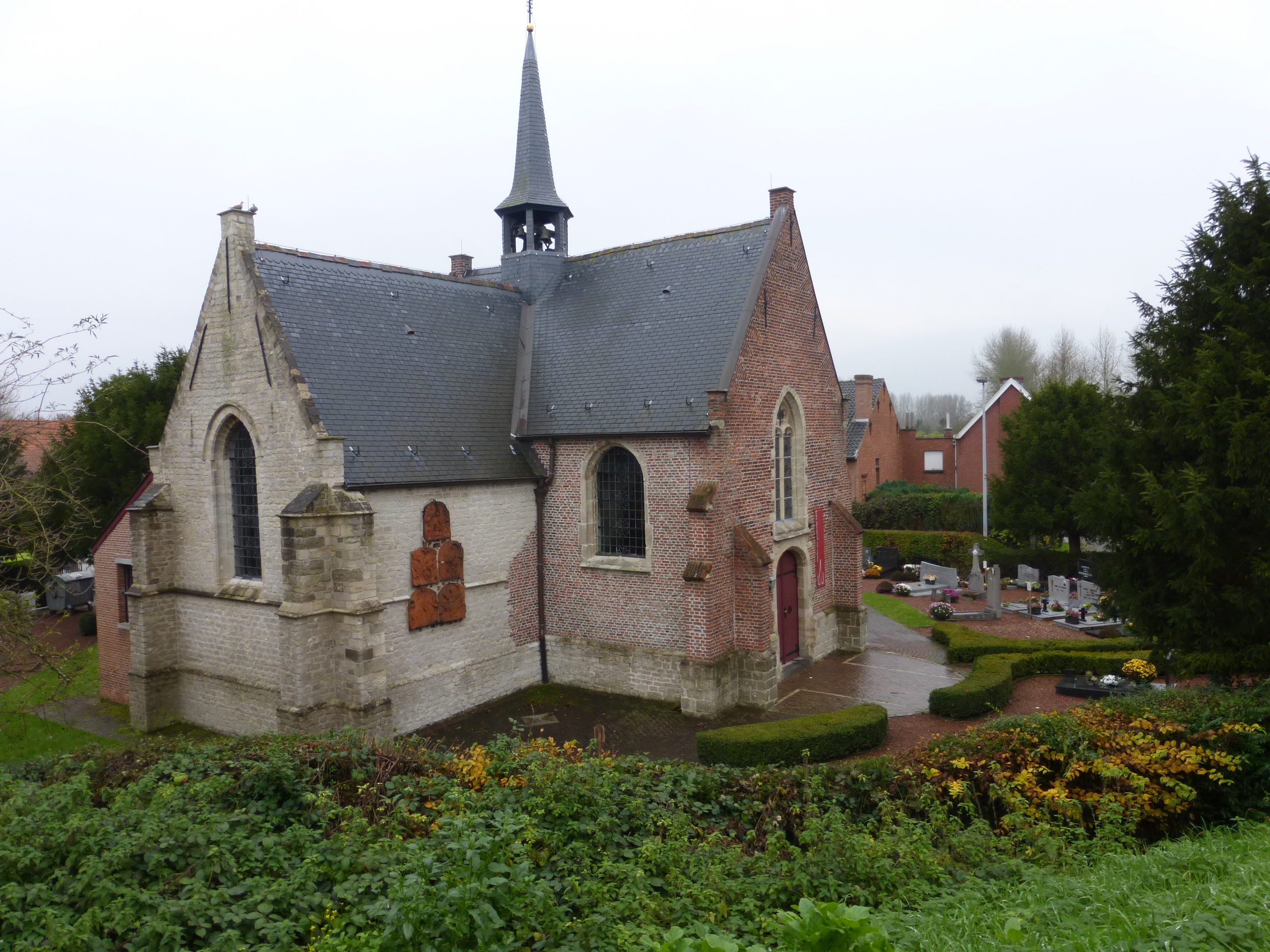
Sint-Gertrudiskerk

De Sint-Gertrudiskerk is de parochiekerk van de tot de Oost-Vlaamse gemeente Dendermonde behorend plaats Vlassenbroek, gelegen aan Vlassenbroek.

## Geschiedenis
In 1216 werd voor het eerst melding gemaakt van een kapel in Vlassenbroek. In 1375 was sprake van de ecclesiam de Vlassenbrouc (kerk van Vlassenbroek). In 1578 werd de kerk, tijdens de Beeldenstorm, verwoest. Pas in 1640 was de kerk geheel hersteld. De kerk was een filiaalkerk van de Sint-Gillisparochie en de parochie van Zwijveke. In 1649 werd de kerk gesloten. De gelovigen moesten naar de Sint-Gillis-Binnenkerk te Dendermonde. Later werd de kerk weer hersteld, maar bezat enkel drie draagbare altaren. Het overige kerkmeubilair kwam van kloosters en kerken uit de omgeving. Omstreeks 1811-1815 werd de parochie van Vlassenbroek met die van Baasrode verenigd.
In 1945 werd de kerk beschadigd door oorlogsgeweld om omstreeks 1960 te worden hersteld.

## Gebouw
Het betreft een kleine eenbeukige kruiskerk met zeshoekig vieringtorentje en een vlak afgesloten koor.
De oudste delen van de kerk zijn vermoedelijk 11e- of 12e-eeuws. Het transept werd in Lediaanse steen uitgevoerd en dateert uit de 14e of 15e eeuw. Het eenbeukig schip werd uitgevoerd in baksteen. Het koor is in breuksteen opgetrokken.
Aan de buitenzijde van de westgevels van het transept en de oostgevel van het koor hangen 18e-eeuwse terracotta-beeldengroepen voorstellende respectievelijk de vijf blijde, de vijf droevige en de vijf glorievolle geheimen van de rozenkrans.
De kerk wordt gedeeltelijk omringd door een kerkhof.

## Interieur
De kerk bezit een 17e-eeuws drieluik waarvan echter het middendeel ontbreekt. Ook uit de 17e eeuw zijn beschilderde houten beelden van Sint-Petrus en Sint-Augustinus. Er is een 15e-eeuws houten beeld van Sint-Gertrudis met een 19e-eeuwse, door de vissers geschonken zilveren vis en het opschrift: Hier doet men de caritaten ter heeren van de H. Magd Geertrudis bezondere partoonesse tegen de kortsen, ende ook tegen den harworp van klyne kinderen als mede tegen het verdryven van ratten en muyzen.
Uit de 17e of 18e eeuw is een Mariabeeld in gepolychromeerd terracotta. Ook uit de 17e eeuw is een beeld van Sint-Hiëronymus.
De kerk heeft een 18e-eeuwse communiebank en een 17e-eeuwse preekstoel. De biechtstoel is uit de 18e eeuw. Het doopvont is 18e-eeuws.
Vooral het orgel is van groot belang. Het zou afkomstig zijn uit de Onze-Lieve-Vrouwekerk te Dendermonde en vervaardigd door Jan van Loo uit Aalst. De orgelkast is 17e-eeuws en de registers kwamen tot stand in de 17e en 18e eeuw.